# Китайский чунцин
Китайский чунцин (кит. 川东猎犬) — аборигенная порода собак, сформировавшаяся в Китае около  двух тысяч  лет назад.
Относится  к собакам примитивного молосского типа.
На данный момент ведется  активная работа по создания единого фенотипа внутри породы.

## История породы
Первые упоминания собак  похожего типа встречаются в китайских документах периода династии Западная Хань (около 202 г. до н.э). В захоронении Династии Хань, обнаруженном в 2000 году, были найдены  фигурки собак, имевших выраженное сходство с современным  фенотипом этой  породы.
Формирование этой породы происходило в регионах Чунцин, Дачжу, Хечуань, Юнчуань, Линшуй, Гуанань. За пределами этих регионов данный  фенотип  практически не встречался.
Чунцин  считались священными животными, оберегающими душу человека на пути в  загробный  мир.
Традиционно собаки этого типа применялись в качестве охотничьих для работы по мелкой и средней дичи,  а также для охраны дворов и посевов от диких животных. При этом  считалось, что они охраняют дома и посевы также и от злых духов.
До XX века формирование породы велось исключительно по рабочим качествам, без серьёзного внимания к фенотипу. То, что порода  формировалась изолированно, внутри одного ареала, позволило избежать примеси других пород к кровям родоначальников  породы. В первой половине XX века с приходом к власти  коммунистической партии Китая поголовье собак этой  породы заметно снизилось в  связи с тем, что содержание домашних питомцев было запрещено тогдашним  законодательством. Положение изменилось только в 70-х годах XX  века, когда государственная политика  изменилась. К  началу 80-х годов уже велась  активная работа по восстановлению поголовья данной породы. Также в этот период эти собаки снова начали появляться у частных владельцев.
В 2003 году почти треть поголовья собак этой породы в регионе Чунцин погибли из-за сильной эпизоотии  тяжёлого острого респираторного синдрома (ТОРС). После устранении угрозы заболевания была заново начата активная работа по восстановлению численности собак этой  породы.
На данный момент китайский чунцин признан несколькими  кинологическими федерациями: Китайским кеннел-клубом, Американским кеннел-клубом, а также несколькими азиатскими региональными клубами собаководства. В Международной кинологической федерации (FCI) порода находится в  стадии признания,  предварительно чунцинские собаки отнесены ко второй  группе.

## Описание
Чунцинские собаки имеют три варианта роста: малый, средний и большой. При этом так называемым «идеальным» типом, к  которому  стремятся  привести породу те, кто ею занимаются,  фактически  должен быть четвёртый тип, который будет чем-то средним между «средним» и «большим» типом.
Общее впечатление от этих животных — мускулистые  собаки  среднего размера, квадратного формата, с  короткой  жёсткой шерстью. Вдоль спины может  наличествовать выраженный ридж (гребень шерсти, растущей в обратном направлении).
Половой диморфизм очень развит, суки заметно легче  кобелей, а  также имеют несколько более вытянутый формат.
Длина  черепа относится к длине морды в пропорции два к одному. Череп, уплощённый между ушей, имеет «квадратный» формат. Скулы  хорошо  выражены, мощные. Переход ото лба к морде резкий.
Морда тупая, образует «коробочку», на ней присутствует выраженная  складчатость кожи. Мочка носа широкая.
Губы  плотно прилегают к  зубам, сами зубы  имеют небольшой перекус. Допустимо наличие неполнозубости. Дёсны, язык и нёбо могут иметь синевато-чёрный или пятнистый окрас.
Глаза могут быть всех оттенков тёмного коричневого, имеют овальную форму,  по размеру относительно морды  глаза крупные, немного на выкате.
Уши посажены низко по бокам черепа, треугольной формы, среднего размера. В спокойном состоянии немного наклонены  вперёд.
Шея крепкая, мускулистая, имеет выраженную складчатость кожи. Холка хорошо выражена, спина прямая, широкая. Круп слегка скошен.
Грудь широкая, бочкообразная, глубокая.
Линия  живота без подтянутости, что усиливает впечатление квадратного формата собаки.
Хвост посажен высоко, обычно при движении поднят вверх. Имеет среднюю длину, мускулистый, подвижный.
Конечности прямые, с  хорошо подвижными и выраженными суставами, сильно обмускуленные. Локти плотно прилегают к телу, скакательный  сустав  хорошо выражен. Лапы плотные, округлые, с хорошо развитыми  подушечками и короткими жёсткими когтями.
Движения  у этих собак пружинистые, с хорошим выносом  лап.
Шерсть жёсткая и очень короткая, подшерстка нет, допустимо частичное облысение.
Окрас — все оттенки красного и рыжего,  также допустим  чёрный. Допустимо наличие «маски» на морде или лёгкого подпала.

## Особенности  содержания и ухода
Чунцин — это достаточно неприхотливая порода собак. Гладкая шерсть не требует специального ухода, требуется только вычёсывание мелкой щёткой один-два раза в  месяц для удаления пыли и вылинявшего  волоса.  По мере  загрязнения также допускается мытьё  собаки.
Периода выраженной линьки у чунцинов нет.
Морда чунцинов требует дополнительного ухода — необходимо протирать её  влажной тряпочкой в районе складок, чтобы не допускать скапливания там грязи.

## Характер и темперамент
Чунцин — это собака с сильным и активным темпераментом. Обладает высокой самостоятельностью и независимостью. Как правило, эти собаки бывают преданны одному  хозяину, но терпеливы по отношению к остальным  членам семьи. К общению и играм чунцины не склонны.
У собак этой породы выраженно развит охранный инстинкт, что делает их подходящими для подготовки на охрану как людей, так и территории.
Чунцины выводились в том числе в качестве охотничьих собак, поэтому с другими домашними  животными они уживаются не очень хорошо, как и любые охотничьи породы. К другим собакам относятся без выраженной агрессии, но для кошек и мелких животных могут представлять угрозу. Несмотря на отсутствие такой угрозы с их стороны для соплеменников, чунцины не являются стайными собаками и не вступают с другими собаками в постоянное  взаимодействие.
Чунцины — это  думающие собаки, обладающие достаточно высоким  уровнем  интеллекта, однако обучаемость у них невысокая, процесс освоения команд идет медленно. Связано это с тем, что собаки  этой  породы  обладают высокой независимостью.
В силу специфики характера чунцины не подходят для содержания неопытными владельцами, тем более они не подходят в качестве  первой собаки в  жизни человека.

## Применение
Исторически чунцины выводились в качестве охотничьих и охранных собак. Также они использовались в качестве собак для участия  в бою, в том числе для  применения против конницы.
В наше время  чунцины также  используются в  первую очередь как рабочие  собаки. Они подходят для  занятия охотой, в том числе в горной местности. Благодаря  высокому чутью и активному темпераменту чунцины  широко используются в качестве  служебных собак в  полиции  Китая.
Для применения в качестве  спортивных собак, а также  в качестве  собак-компаньонов  чунцины не подходят. Также они не подойдут и для занятий  аджилити. При этом  в  Китае  набирает популярность содержание чунцинов  в частных руках, особенно  в сельской  местности, где эти собаки отлично  справляются с охраной территории.